# Las Californias

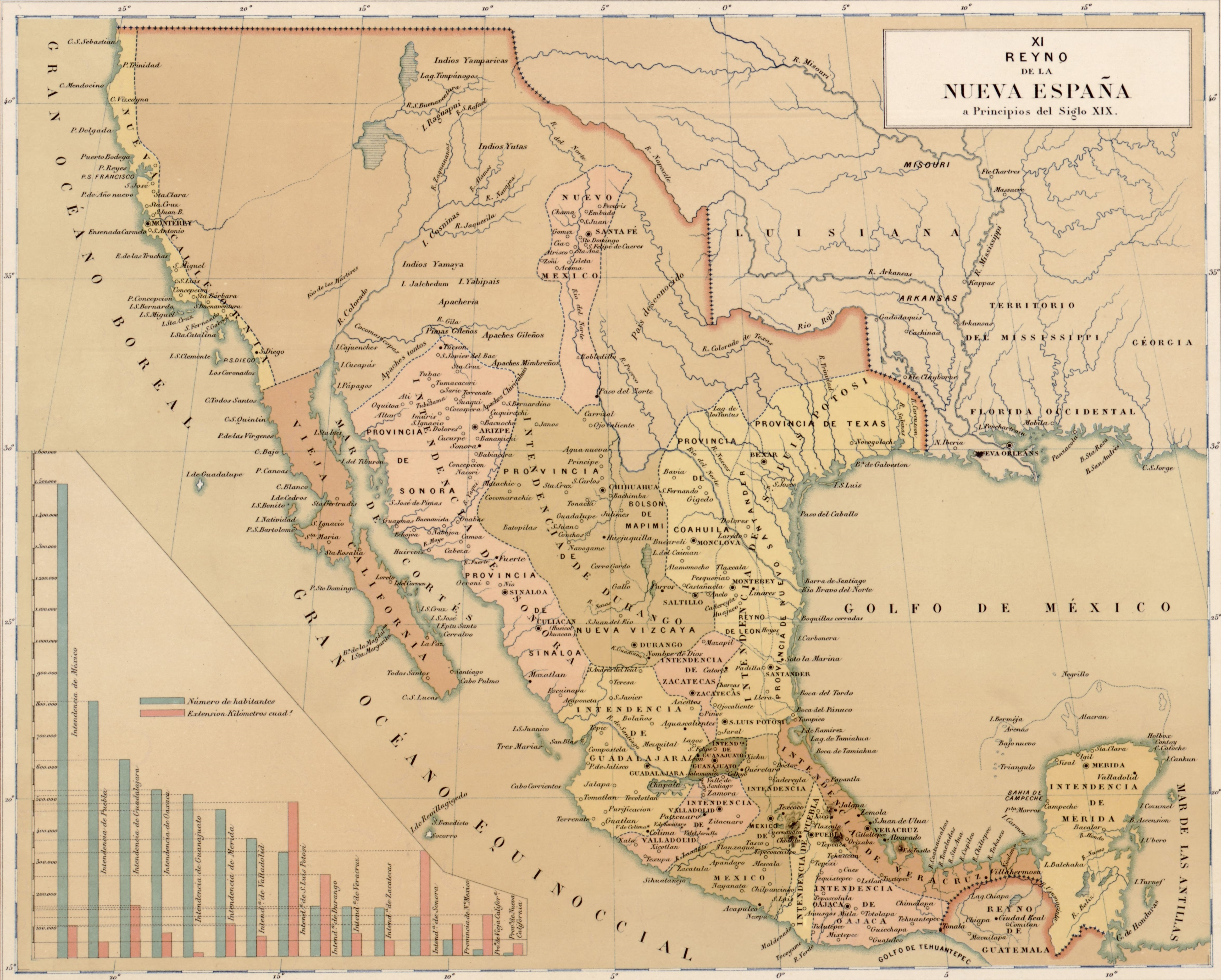
Kaart van Nieuw-Spanje aan het begin van de 19e eeuw

Las Californias (Spaans voor De Californië's; Engels: The Californias) was de naam voor het noordwestelijke territorium van Nieuw-Spanje. Het valt tegenwoordig samen met de Mexicaanse staten Baja California en Baja California Sur en de Amerikaanse staat Californië. Administratief maakte de provincie Las Californias deel uit van het district Provincias Internas van het vicekoninkrijk Nieuw-Spanje. In 1804 splitste het noordelijke deel van de provincie, Alta California, zich af en werd het een aparte provincie. In 1822 werden zowel Alta als Baja California territoria van het onafhankelijke Mexico. Alta California ging in 1848 definitief naar de Verenigde Staten en twee jaar later werd het een staat. In 1953 werd Baja California een Mexicaanse deelstaat en sinds 1974 geniet Baja California Sur diezelfde status.